# Perfect Creature
Perfect Creature ist ein Vampirfilm, der in einer alternativen Steampunk-Welt spielt. Der Film wurde 2006 mit einem Budget von 11 Millionen US-Dollar in Neuseeland aufgenommen und produziert. Der Film startete am 16. August 2007 in den deutschen Kinos.

## Handlung
Der Film beginnt 100 Jahre vor der eigentlichen Handlung mit einer Schwangeren, bei deren ungeborenem Baby eine Genveränderung diagnostiziert wurde: Es handelt sich um einen Vampir. Die Bruderschaft nimmt das Kind Edgar nach der Geburt auf. Mit dem inzwischen zehnjährigen Silus hatte die Frau bereits einen weiteren Vampir geboren.
100 Jahre später beginnt die Handlung in den Slums von Jamestown, wo ein noch unbekannter Serientäter einer jungen Frau die Kehle aufgebissen und diese damit getötet hat. Die Polizistin Lilly Squires, die selbst aus den Slums stammt, untersucht den Fall. Einziger Zeuge ist ein kleiner Junge. Er verrät Lilly, dass er gesehen habe, dass ein Mitglied der Bruderschaft, ein Bruder, die Tat begangen habe. Die Polizei schiebt die Todesfälle zur Vermeidung von Panik auf eine andauernde Influenza-Welle. 
Bruder Silus soll mit der Polizei kooperieren, da die anderen Brüder wissen, dass Silus' Bruder Edgar für die Morde verantwortlich ist. Edgar macht daraus ein Spiel, indem er Silus eine Aufnahme des letzten Mordes sowie den angeblichen Tatort des nächsten zukommen lässt und ihn somit herausfordert, ihn zu finden, bevor er den nächsten Mord begeht. Mit Silus' Hilfe stellt Lilly ein Einsatzkommando zusammen, um Edgar beim nächsten Mord zu erwischen. Beim Einsatz attackiert Edgar Lilly mit einem Biss und kann anschließend entkommen. Silus rettet Lilly, indem er sie sein eigenes Blut trinken lässt. 
Da Silus bald in den „Inneren Kreis“ der Bruderschaft aufsteigen soll, soll er die Wahrheit über seinen Bruder Edgar erfahren: Edgar gehörte einem Forschungsteam an. Obwohl Genwissenschaften öffentlich verboten wurden, forschte die Bruderschaft im Geheimen weiter. Der Grund dafür ist, dass seit 70 Jahren kein Vampir mehr und noch nie ein weiblicher Vampir geboren wurde. Daher fürchtet die Bruderschaft um ihren Weiterbestand. Die Forscher um Edgar entwickelten ein Virus, das Schwangeren injiziert wurde und die Mutation des ungeborenen Kindes zum Vampir bewirken soll. Durch eine unvorhergesehene Mutation des Virus werden die Frauen zu gewalttätigen Verrückten. Zehn Forscher sind bereits tot und Edgar wurde infiziert. Auch er wurde verrückt und sein Jagdtrieb erwachte. Daher wird er in einem mit Stacheln besetzten Gestell gefangen gehalten.
Silus besucht Edgar, welcher ankündigt, fliehen und Lilly ermorden zu wollen. Edgar wirft Silus vor, in Lilly verliebt zu sein, obwohl den Brüdern die Liebe verboten ist. In der Nacht vor Silus' Kardinalsweihe kann Edgar entkommen, wobei er mehrere Wachen tötet. Mithilfe des Kleinkriminellen Freddy will er Lilly in eine Falle locken. Statt Lilly erwischt er jedoch eine andere Polizistin, die er gefangen nimmt und mutwillig mit seinem Blut infiziert. Anschließend kann er Lilly, obwohl sie von Silus bewacht wird, entführen.
Das Virus breitet sich schnell in den Slums von Jamestown aus, die Quelle ist unbekannt. Die Regierung erklärt die Stadt zur Quarantänezone und weist an, alle Personen, die sich aus ihr entfernen wollen, zu erschießen. Ohne Warnung der Bevölkerung soll Jamestown abgebrannt werden, um ein Ausbreiten des Virus zu verhindern. Silus findet jedoch heraus, dass Edgar sich in der Wasserversorgung von Jamestown versteckt hält und das Trinkwasser des Bezirkes mit seinem Blut infiziert, um das Virus zu verbreiten. Silus dringt in den Quarantänebezirk ein und folgt Edgar, um Lilly zu retten. Es kommt zum Kampf zwischen Edgar und Lilly. Als Silus eintrifft, kämpfen Edgar und Silus. Silus wird schwer verletzt. Als Edgar ihm mit heißem Dampf das Gesicht verbrühen will, tötet Lilly ihn von hinten.
Silus geleitet Lilly aus dem Quarantänebezirk. Unterwegs schickt er sie in ein Haus und weist sie an, das, was sie dort findet, an sich zu nehmen und auf alle Zeit von der Bruderschaft fernzuhalten. Im Haus bekommt sie von einem Bruder das Baby einer toten Mutter überreicht. Es ist der erste weibliche Vampir, hervorgerufen durch das Virus, und somit die erste perfekte Kreatur („Perfect Creature“). Silus muss von nun an als Verräter versteckt leben, verspricht aber, zeitlebens über Lilly und das Baby zu wachen.

## Hintergrund
Der Film ist eine Alternativweltgeschichte ohne realen Zeitbezug. Die Inszenierung greift viele Elemente des Steampunk auf: dampfgetriebene PKWs im Stil der 1930er Jahre, Luftschiffe und andere dampfgetriebene Anlagen. Jedoch treten auch modernere Technologien wie Funkgeräte und Gentechnik auf, was die Herstellung eines realen Zeitbezuges erschwert. Die Kostüme und Kulissen orientieren sich an der ersten Hälfte des 20. Jahrhunderts. Große Bevölkerungsteile leben in Slums, gegen die sich immer wieder ausbreitenden Influenza-Epidemien müssen alle Menschen regelmäßig Impfstoff einnehmen, der von den Vermietern an die Hausbewohner zu verteilen ist.
Zu einer Zeit, 300 Jahre vor der eigentlichen Handlung, traten in den Slums der untersten Bevölkerungsschicht Genmutationen bei Neugeborenen, so dass viele männliche Neugeborene als Vampire geboren wurden. Diese Vampire haben stark gesteigerte Sinnesleistungen und körperliche Fähigkeiten und können über 300 Jahre alt werden. Anfänglich wurden diese in den Augen der Menschen missgebildeten Neugeborenen getötet, später gründeten diese die Kirche, genannt die Bruderschaft und nahmen alle Neugeborenen mit dieser Mutation bei sich auf. Die Bruderschaft widmet ihre Fähigkeiten ausschließlich dem Schutz und der Hilfe der Menschen. Im Gegenzug spenden die Kirchgänger unter den Menschen Blut, von dem sich die Brüder ernähren. Die Brüder trinken jedoch niemals Blut direkt vom menschlichen Körper. In seltenen Zeremonien trinken auch die Kirchgänger Blut der Brüder, was bei ihnen Visionen und Präkognition auslöst.
Nach der Liturgie der Kirche der Bruderschaft sind die Brüder ein Schritt der Menschlichen Evolution. Eine Kreuzung der beiden Rassen würde die Perfekte Kreatur hervorrufen. Im Religionsunterricht bei der Bruderschaft lernen die Kinder der Menschen, dass die Genforschung verboten wurde, da sie nur zu schlechtem führe, wie beispielsweise zu den immer wiederkehrenden Influenza-Epidemien. Tatsächlich aber wurde die Genforschung verboten, damit die Menschen nicht die Genmutation die zum Vampirismus führt unterbinden können, denn da nur männliche Neugeborene von der Mutation betroffen sind, kann die Bruderschaft keine Nachkommen generieren.

## Produktion
Perfect Creature wurde mit einem geschätzten Budget von 11 Mio. US-Dollar hergestellt. Als Drehorte diente die Region Otago (unter anderem die Städte Oamaru und Dunedin) auf der Südinsel und die Stadt Auckland auf der Nordinsel in Neuseeland. Die Dreharbeiten starteten am 24. Mai 2004.

### Technische Details
Die Filmaufnahmen entstanden mit einer Panaflex-Kamera und Linsen von Panavision. Das Filmmaterial wurde auf 35-mm mit einem Seitenverhältnis von 2,35:1 aufgezeichnet.

## Kritiken
„Der durch seinen "Look" und seinen fesselnden Stilwillen ansprechende Horrorfilm kann dem auf der Handlungsebene lahmenden Vampir-Sujet durchaus originelle Momente abringen.“